# Arthur Gaskin (squash)
Pour les articles homonymes, voir Arthur Gaskin et Gaskin.
Arthur Gaskin, né le 16 janvier 1985 à Dublin, est un joueur de squash représentant l'Irlande. Il atteint en juin 2009 la 80e place mondiale sur le circuit international, son meilleur classement. Il est champion d'Irlande à huit reprises entre 2011 et 2020.

## Biographie
Arthur Gaskin est né à Dublin. Il joue au tennis jusqu'à l'âge de 12 ans et à la suite de l'indisponibilité des courts de son club, il essaie le squash. Il vit et s’entraîne aux États-Unis depuis 2013. Il se qualifie pour les championnats du monde 2009. Après sa carrière active, il commence à travailler comme entraîneur. Outre son poste d'entraîneur principal à l'université de Brown, il est nommé en octobre 2024 entraîneur national de l'équipe irlandaise de squash.

## Palmarès

### Titres
- Championnats d'Irlande : 8 titres (2011, 2013, 2015-2020)[4]